# Frata (Tar-Vabriga)
Pour les articles homonymes, voir Frata (homonymie).
Frata (en italien : Fratta) est une localité de Croatie située en Istrie, dans la municipalité de Tar-Vabriga, dans le comitat d'Istrie. En 2001, la localité comptait 58 habitants.

## Démographie
| 1948 | 1953 | 1961 | 1971 | 1981 | 1991 | 2001 |
| ---- | ---- | ---- | ---- | ---- | ---- | ---- |
| 90   | 71   | 61   | 46   | 50   | 45   | 58   |